# Лесное (Сокулукский район)
Лесное (кирг. Лесное) — село в Сокулукском районе Чуйской области Кыргызстана. Входит в состав Ат-Башынского айылного аймака.

## География
Село расположено в северной части области, на расстоянии приблизительно 13 километров (по прямой) к северо-востоку от села Сокулук, административного центра района. Абсолютная высота — 675 метров над уровнем моря.

## Население
Согласно оценочным данным Национального статистического комитета Кыргызской Республики, численность населения села на начало 2023 года составляла 894 человека.
| год     | 2009 | 2014 | 2015 | 2020 | 2021 | 2023 |
| ------- | ---- | ---- | ---- | ---- | ---- | ---- |
| человек | 737  | 610  | 674  | 873  | 884  | 894  |